# Rhamnus leptophylla
Rhamnus leptophylla är en brakvedsväxtart som beskrevs av Camillo Karl Schneider. Rhamnus leptophylla ingår i släktet getaplar, och familjen brakvedsväxter. Inga underarter finns listade i Catalogue of Life.